# Schnidehorn
Schnidehorn är en bergstopp i Schweiz.   Den ligger i distriktet Hérens och kantonen Valais, i den sydvästra delen av landet, 60 km söder om huvudstaden Bern. Toppen på Schnidehorn är 2 937 meter över havet, eller 179 meter över den omgivande terrängen. Bredden vid basen är 1,2 km.
Terrängen runt Schnidehorn är huvudsakligen bergig, men österut är den kuperad. Närmaste större samhälle är Sion, 16,2 km söder om Schnidehorn. 
Trakten runt Schnidehorn består i huvudsak av gräsmarker. Runt Schnidehorn är det ganska glesbefolkat, med 36 invånare per kvadratkilometer.